# Ваньняньсы

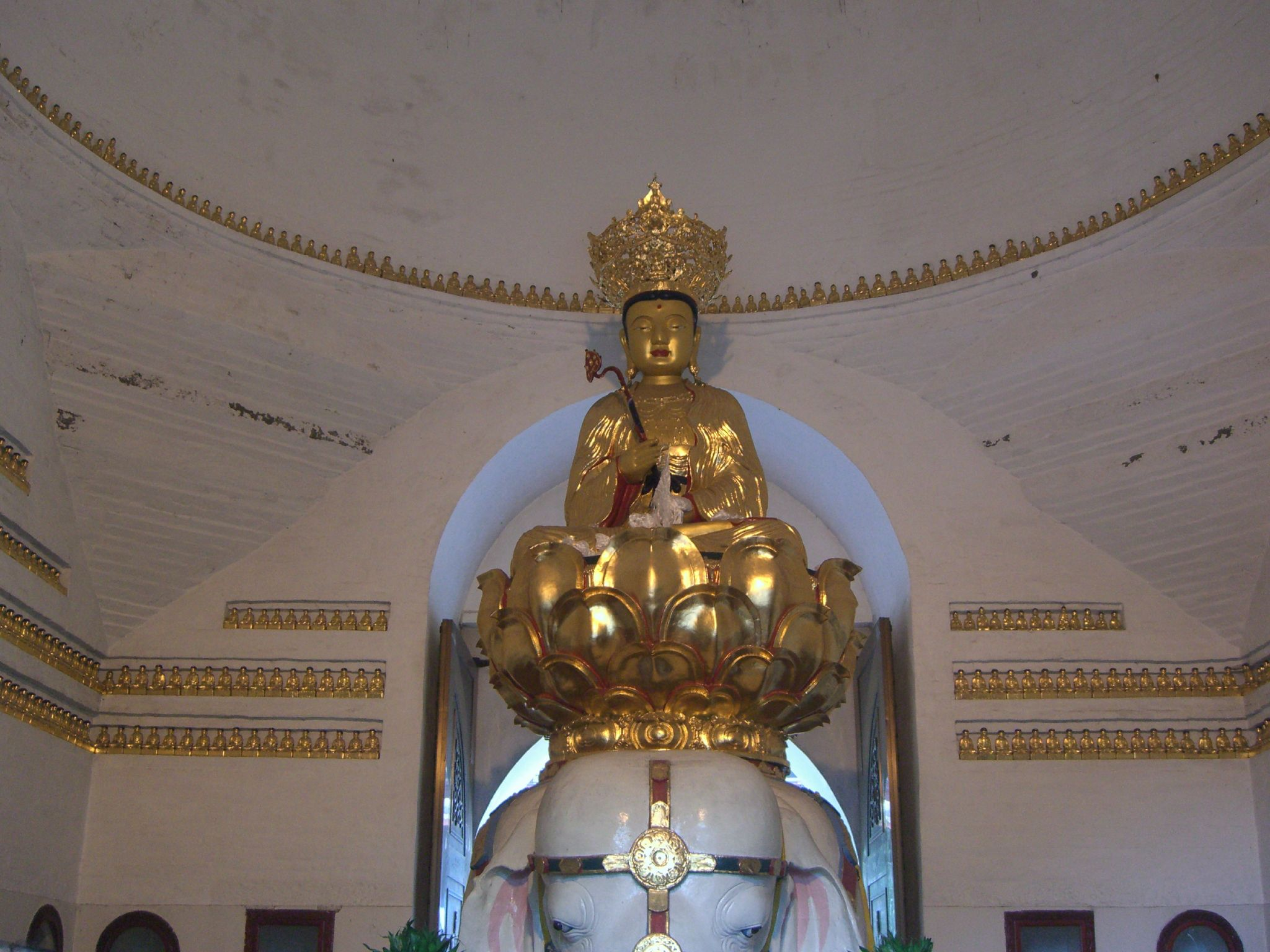
Статуя Будды в храме Ваньняньсы

Ваньняньсы (кит. 万年寺, пиньинь Wànniánsì, буквально «Храм десяти тысяч лет», другие названия англ. Long Life Temple, в японской традиции: Тёмэй-дзи) — самый старый буддийский храм из ныне сохранившихся на священной горе Эмэйшань, провинция Сычуань.
Храм построен в IV веке н. э., реконструирован в IX веке.
Внутри храма находится статуя бодхисаттвы Самантабхадры на своём слоне (высота 8,5 метров, из бронзы и меди, датируется 980 годом).